# Princetown (Victoria)
Princetown ist ein kleiner Ort an der Südküste von Victoria, Australien. Er liegt etwa 14 km östlich von Port Campbell an der Great Ocean Road. Im Jahr 2016 lebten 241 Menschen dort.
In dem Dorf  befinden sich zwei Einkaufszentren, mehrere Pubs, ein Touristenzentrum, Post Office und Unterkunftsmöglichkeiten.
In der Nähe des Dorfes mündet der Gellibrand River in den Ozean und unweit davon befinden sich der Port-Campbell-Nationalpark und Great-Otway-Nationalpark. Die Touristenattraktion Twelve Apostles liegt sechs Kilometer westlich von Princetown. Princetown kann auch mit dem Bus von Warrnambool und Geelong erreicht werden.